# Partido Radical-Social de la Libertad
El Partido Radical-Social de la Libertad (en alemán: Radikal-Soziale Freiheitspartei, RSF) fue un partido político alemán. Fue fundado en 1946 en Düsseldorf, e ideológicamente se identificaba con las ideas de libre economía de Silvio Gesell. También defendía posiciones socioliberales. Poco después de su fundación, se integraron al partido varias formaciones menores de ideología similar.
En las elecciones federales de 1949, el RSF obtuvo a nivel nacional el 0,9% de los votos. Sus mejores resultados fueron obtenidos en los estados federados de Bremen y Renania del Norte-Westfalia, donde alcanzó en ambos casos un 2,1% de los votos. 
Su triunfo electoral más importante tuvo lugar en las elecciones estatales de Hamburgo de 1949, donde obtuvo el 2,0% de los votos y un escaño en el Parlamento de Hamburgo, de la mano del diputado Willi Eberlein.
En 1950, el RSF se integró en la Unión Social Libre.